# Fournisseur de la Cour
 (juillet 2020).
Si vous disposez d'ouvrages ou d'articles de référence ou si vous connaissez des sites web de qualité traitant du thème abordé ici, merci de compléter l'article en donnant les références utiles à sa vérifiabilité et en les liant à la section « Notes et références ».

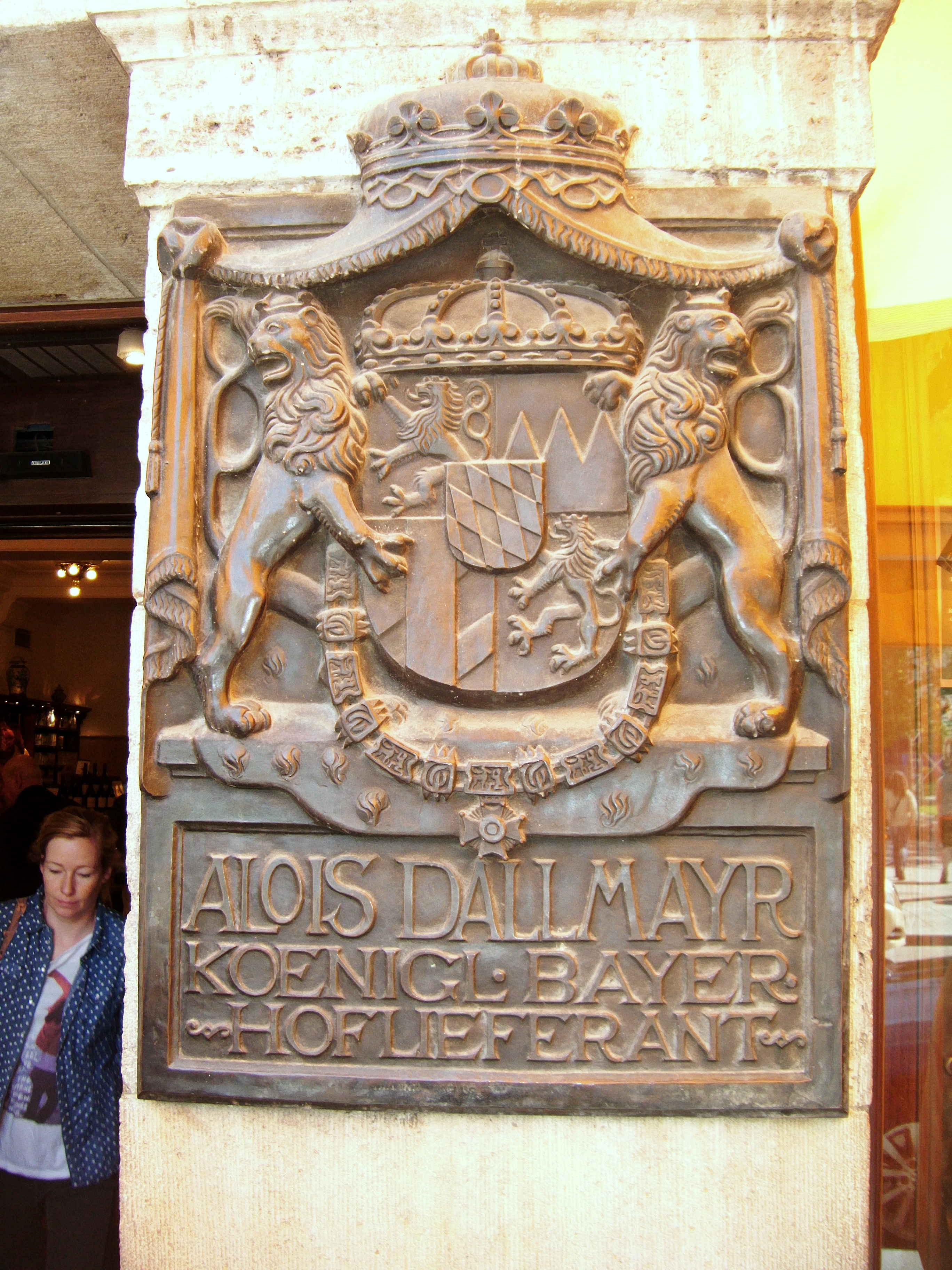
En voilà une fournisseur de la cour

Fournisseur de la Cour est un titre royal admis aux entreprises, fournisseurs d'une cour royale, impériale, princière, prince-épiscopale ou papale.
Cette approbation privilégiée permet au fournisseur de faire de la publicité sur le fait qu'ils fournissent la famille royale, par la présence des armoiries sur les factures ou les points de vente. C'est également une sorte de prestige pour l'entreprise. L'ensemble des prestations (vente ou service) de l'entreprise est contrôlé sur plusieurs années par une association détentrice des mandats.
Cette ancienne forme de distinction est typique aux differentes monarchies en Europe comme les Pays-Bas, la Belgique (Fournisseur breveté de la Cour de Belgique), la Thaïlande, le Danemark la Suède, le Luxembourg et est fondée plus ou moins sur le modèle britannique. 
Ces mandats sont généralement représentés sur les produits grâce à l'apposition d'armoiries royales.

## Europe
- Cour royale bavaroise (Königlich Bayerischer Hoflieferant)
- Cour impériale prussienne (königlich preußischen Hoflieferanten)
- Cour royale de Saxe (Königlich Sächsischer Hoflieferant)
- Cour royale du Württemberg (königlich Württemberger Hoflieferant)
- Cour impériale russe
- Cour du prince-évêque de Liège
- Cour grand-ducale du Luxembourg
- Fournisseur Breveté de S.A.S le Prince de Monaco
- Cour du prince-évêque de Salzbourg
- Cour du roi des Français
- Cour impériale française
- Cour du roi d'Espagne
- Cour du roi de Suède

### Autriche-Hongrie
- Fournisseur de la Cour impériale et royale (kaiserlicher und königlicher Hoflieferant)

### Belgique
- Fournisseur breveté de la Cour de Belgique

### Royaume-Uni
- Royal Warrant